# بول دوريسو
بول دوريسو (بالإنجليزية: Paul Durousseau) (ُولد في يوم 11 أوغست عام 1970) هو سفاح أمريكي متسلسل قتل سبعة نساء (اثنتان منهن كن حوامل) في جنوب شرق الولايات المتحدة بين عامي 1997 و 2003. وتشتبه السلطات الألمانية في أنه وراء قتل الكثير من النساء الألمانيات إبان فترة خدمته في قاعدة الجيش الأمريكي في ألمانيا بداية فترة التسعينيات الميلادية. وكان أسلوبه في القتل هو كسب ثقة الضحية أولا ومن ثم الدخول إلى منزلهن وبعدها يعمد على ربط أيديهن ويغتصبهن ومن ثم يقتلهن خنقا. وجميع ضحاياه كن لنساء أمريكيات شابات من أصل أفريقي.
ولد بول دوريسو في مدينة بيمونت في ولاية تكساس. هجره والده بعد طلاقه من أمه وإنتقل بعدها في عام 1971 إلى لوس أنجلوس وسكن مع عائلة والدته. أما فيما يخص طفولته فليس هناك الكثير من المعلومات متوفر عنها. بعد تخرجه من الثانوية، عمل حارس أمن وهو بعمر ال 19 عاما. وأدين لأول مرة وهو في عمر البلوغ في كالفورنيا وذلك في تاريخ 18 ديسمبر 1991 وفي تاريخ 21 يناير عام 1992 وذلك بتهمة حيازة سلاح كان يخبأه أثناء تواجده في مكان عام.
وفي شهر نوفمبر من عام 1992, إلتحق بالجيش الأمريكي وتم إيفاده إلى ألمانيا حيث إلتقى هناك بناتوكا وهي المرأة التي أصبحت لاحقا زوجته. وعقد الاثنان عقد زواجهما في لاس فيقاس في عام 1995. وفي عام 1996 إنتقل الزوجان إلى قاعدة فورت بينينق في جورجيا. وفي يوم 13 مارس عام 1997, إُلقي القبض عليه بتهمة إغتصاب فتاة شابة. ولكن في شهر أوغسطس من العام نفسه أسقطت عنه التهمة وتم تبرئته منها. وبعدها مباشرة، أُلقي القبض عليه وبحيازته بضائع مسروقة. وفي شهر يناير عام 1999 خضع لمحاكمة عسكرية وثبتت إدانته بالقضية وتم فصله من الخدمة العسكرية لخيانته.
أنتقل بعدها مع زوجته وسكنوا في مدينة جاكسونفيل في ولاية فلوريدا وهناك أنجبا ابنتيهما الاثنتين. وكانت هذه الفترة هي الفترة التي ارتكب فيها أغلب جرائمه. وكان في وقتها يصارع من أجل كسب لقمة العيش ويحاول أن لا يخسر وظيفته وكان هو وزوجته على خلاف دائم على الأمور المالية. وفي عام 1999 أوضحت الشرطة لزوجته كيف تتقدم للمحكمة بطلب أمر تقييد ‏ ضد زوجها بعدما لطمها على وجهها وجذبها من رأسها. وشهدت لاحقا ضده بأنه فقد أعصابه وجن جنونه بعدما طلبت منه أن يطلقها. وفي شهر سبتمبر وأكتوبر من العام 2001 قضى دوريسو 48 يوما وهو في الحبس على خلفية قضية اعتداء أسري.
ومع كل هذا استطاع دوريسو الحصول على فرص وظيفية مختلفة وعبر طرق نظامية. ففي عام 2001 عمل سائقا لحافلة مدرسية، كما وعمل أيضا في وحدة لمراقبة الحيوانات على الرغم من أن عليه جنحة جنائية في سجله. أما في عام 2003, عمل سائق أجرة وهي الطريقة التي يُعتقد فيها أنها هي الوسيلة الرئيسية التي كان يستخدمها للإيقاع ببعض ضحاياه. ويقال أن شركة سيارات الأجرة في مدينة قيتور التي يعمل لديها أخطأت في عدم فحص سجله السابق اعتقادا منها أن هذا الإجراء يقع ضمن مسؤوليات مدينة جاكسونفيل وبناء عليه قامت باصدرا رخصة قيادة سيارات الأجرة التي تتيح له مزاولة المهنة.
ويصفه جيرانه وأصدقاءه على أنه «زير نساء بذيء». فكان كثيرا ما يسأل الفتيات عن متى يُقررن «تسجيل فلم خليع» معه. وذكر أحد الشهود بأنه ذات مرة كان يخطط لاستهداف فتاة صغيرة لم تبلغ حتى ال 13 أو 14 من عمرها.

## التسلسل الزمني لجرائم القتل التي اقترفها
بعد مضي أقل من شهر على براءته من تهمة الاغتصاب، عُثر في تاريخ 7 سبتمبر1997 على جثة فتاة وهي عارية بعمر 26 عاما تدعى تريسي هبرشام في فورت بينينغ. وكان قد مضى على اختفاءها مدة 48 ساعة وكان آخر مرة شوهدت فيه الضحية وهي تغادر أحد المناسبات. وتعرضت هبرشام إلى الاغتصاب والخنق بحبل حتى الموت. ولم يكن دوريسو متهما بقتلها آنذاك، ولكن لاحقا أظهر الحمض النووي أنه على علاقة وثيقة بالجريمة. وفعلا عندما وقع في الأسر في وقت لاحق، اعترف بجريمة قتل هبرشام.
وفي عام 1999، قام باغتصاب وقتل فتاة في شقتها تدعى تيريسا ماك وتبلغ من العمر 24 عاما. وذكر الشهود بأنه شوهد وقتها وهو يغادر منزل الفتاة حاملا بيده جهاز تلفاز. وفي عام 2001 تم اعتقاله بتهمة اغتصاب شابة في جاكسونفيل. وقضى في السجن 30 يوما مع وضعه تحت المراقبة لمدة سنتين. وفي 19 ديسمبر عام 2002، عُثر على جثة نيكول ويليامز ذات 18 ربيعا وهي ملفوفة في بطانية زرقاء في أسفل عبارة ماء في جاكسونفيل. وسبق أن ورد بلاغ يفيد بفقدانها قبل يومين.
وفي الأول من شهر يناير عام 2003, خرجت مجموعة لأسرة الفتاة نيكيا كيلباترك البالغة من العمر 19 عاما بحثا عنها. وكان آخر تواصل لهم معها قبل عدة أيام. وعثروا عليها لاحقا وهي متوفية في غرفة نوم شقتها. وكانت قد تعرضت للاغتصاب قبل أن تقتل خنقا بحبل قبل يومين. كما وعثروا أيضا على طفليها الإثنين - واحد بعمر العشرة أشهر والآخر بعمر السنتين- وهم أحياء، ولكنهم كانوا يعانون من سوء تغذية. وكانت كيلباتريك يوم وفاتها حاملا تقريبا في شهرها السادس. وبعد مضي ثمانية أيام على مقتل كيلباتريك، عُثرعلى الممرضة المساعدة شواندا دينيس ماكليستر وكانت هي الأخرى حاملا، وقد تعرضت للاغتصاب والخنق في شقتها في جاكسونفيل. وكان مسرح جريمة قتلها يتطابق تقريبا مع مسرح الجريمة الذي قُتلت فيه كيلباتريك. ويتطابق كذلك يوم وقوع جريمة قتل ماكليستر مع اليوم الأول الذي مُنح فيه دوريسو رخصة قيادة سيارة الأجرة في المدينة. هذا وقد عُثر على جثتها في اليوم التالي.
وكانت جوفانا جيفرسن البالغة من العمر 17 عاما وسوريتا كوهين البالغة من العمر 19 عاما هما ضحيتيه التاليتن. ففي يوم 5 فبراير، عُثر على جثثهما بالقرب من بعضها البعض في حفرة بالقرب من موقع بناء على طريق الكينقز في جاكسونفيل. وقدرت الشرطة بأن يوم 20 يناير هو تقريبا يوم مقتل جيفرسون بينما قتلت كوهين قبلها ب 10 أيام. ويذكر الشهود بأنهم رأوا الفتاتين في ليلة اختفائهن وهن برفقة سائق أجرة تنطبق عليه أوصاف دوريسو.
وفي 17 يونيو 2003, أُعتقل دوريسو وأُتهم بارتكاب خمس جرائم قتل. وفي يوم 13 ديسمبر 2007, حكم عليه بالإعدام حقنا بالحقنة القاتلة على خلفية تهمة قتله تيريسا ماك. وحتى 18 أغسطس 2013, لا يزال توريسو على قائمة الإعدام في ولاية فلوريدا في الحجز الإتحادي الإصلاحي. وفي شهر يناير عام 2017، نقضت محكمة فلوريدا العليا حكم الإعدام الصادر بحقه.